# La Fura dels Baus

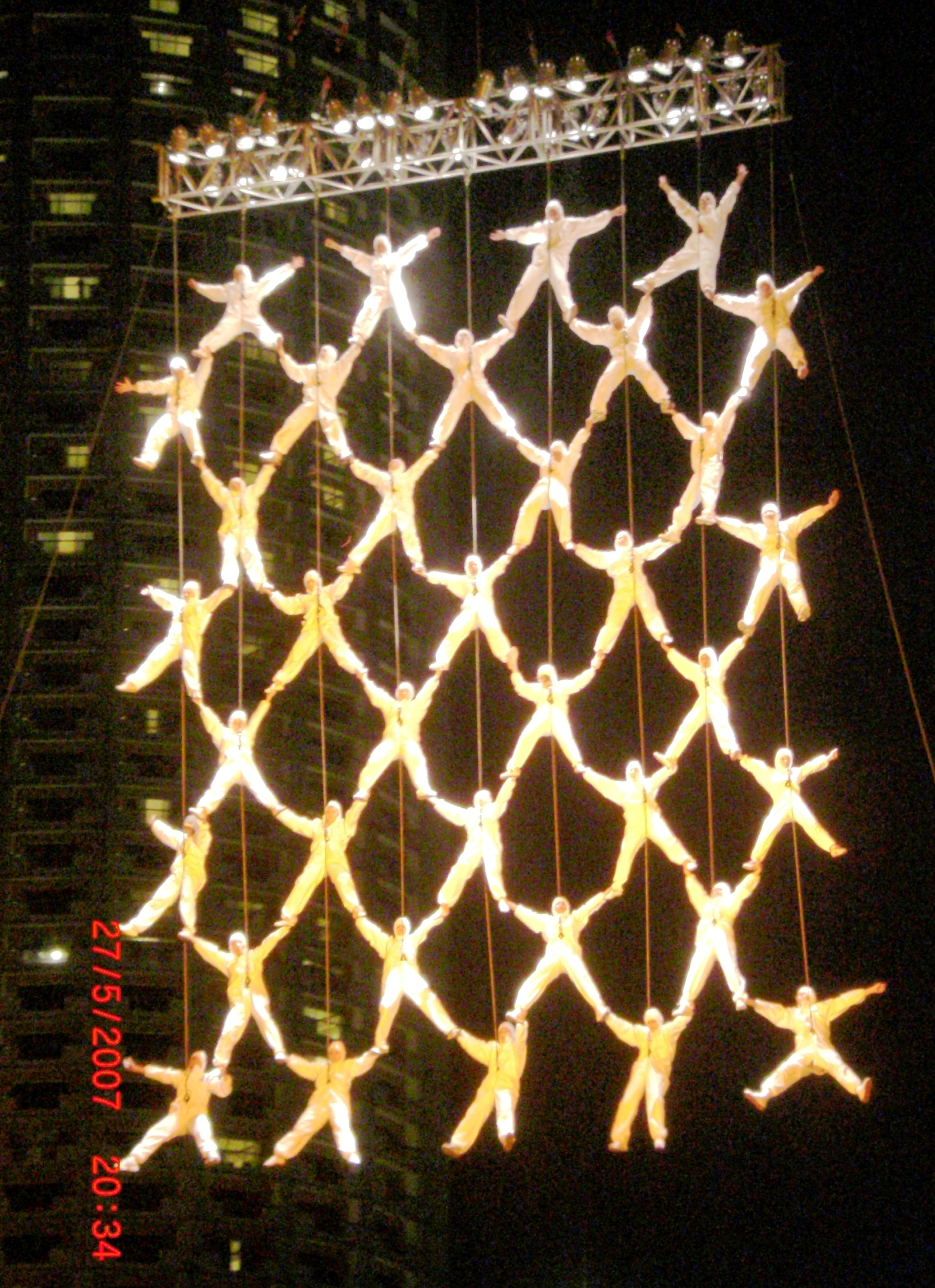
Sonhos em Voo na abertura do Festival de Artes de Singapura em 2007.

La Fura dels Baus é um grupo teatral catalão fundado em  1979 em Barcelona, conhecido por seu teatro urbano e uso de técnicas incomuns, embaçando as fronteiras que separam platéia e ator. 
La fura em catalão significa "o furão". Els Baus é um riacho que passa  por Moià, a cidade de origem de  Marcel·lí Antúnez Roca e de outros fundadores do grupo.

## História
La Fura dels Baus foi fundado em 1979.Desde meados dos anos 1990, o grupo tem diversificado seus esforços criativos, atuando em  drama, teatro digital, teatro de rua, projetos de performance de teatro contemporâneo, ópera e também  produzindo grandes eventos corporativos. La Fura produziu a cerimônia de abertura dos Jogos Olímpicos de Verão de 1992, em Barcelona, que foi transmitida e assistida ao vivo por mais de 500 milhões de espectadores. Depois deste primeiro macroshow, companhias tais como Pepsi, Mercedes Benz, Peugeot, Volkswagen, Swatch, Airtel, Microsoft, Absolut Vodka, Columbia Pictures, Warner Bros, o Port of Barcelona, Telecom Italia ou Sun Micros-systems têm financiado o grupo para produzir macroshows promocionais para elas ao redor do mundo.
De 2000 a 2010, La Fura dels Baus apresentou-se como teatro de rua. Seus esforços se desenvolveram em direção a um conceito de teatro que combina o uso de múltiplos recursos de palco, com base na ideia clássica de espetáculo completo. A principal contribuição de La Fura foi aproximar seus  espetáculos do público, encorajando-o a tomar parte ativa em áreas tradicionalmente não acessíveis, e adaptando seus ensaios para os elementos arquitetônicos encontrados nos espaços em que cada performance tem lugar. Esta mistura de técnicas e disciplinas cristalizou-se sob o termo "linguagem La Fura", um termo que tem também sido usado para definir o trabalho de outras companhias de teatro. 
Accions (1984) foi o primeiro espetáculo que usou a "linguagem La Fura". Foi seguido por Suz/O/Suz (1985), Tier Mon (1988), Noun (1990), MTM (1994), Manes (1996), ØBS (2000), Matria 1 - Tetralogía Anfíbia - La Creación (2004) e OBIT (2004). O conceito particular de espetáculo desenvolvido por La Fura dels Baus é mostrado em suas performances de grande escala, tais como L'home del mil.leni, para celebrar o novo milênio em 2000, que teve um público de mais de 20.000 em Barcelona, e A Divina Comédia, apresentada em Florença, com mais de 35.000 espectadores; La Navaja en el Ojo que abriu a Bienal de Valencia, que atraiu um público de mais de 20.000 ou Naumaquia 1- Tetralogía Anfíbia- El Juego Eterno, que teve um público de mais de 15.000 espectadores, no Forum de les Cultures de Barcelona.
Em vários cursos e workshops,  atores têm sido treinado na "linguagem La Fura". A companhia tem incluído novas tecnologias em seu trabalho - Work in Progress (1997), por exemplo, foi um espetáculo on-line, com performances simultâneas, realizadas em diferentes cidades, em um ambiente de teatro digital.

## Gênero

### Teatro
As possibilidades oferecidas pelo palco de estilo  italiano também têm sido objeto de intensa experimentação por La Fura dels Baus. A companhia vem usando recursos, tais como vídeo e outras mídias baseadas em imagem, para criar efeitos cênicos, usando a sua experiência em outras áreas teatrais para trazer para o drama escrito a sua proposta de encorajar o público a participar, ainda que no conforto dos assentos.
La Fura dels Baus tem também trabalhado em áreas não convencionais e  sempre arriscadas do  drama escrito ou teatro de estilo italiano, tal como em F@ust 3.0 - um espetáculo que examina o trabalho clássico de Goethe; Ombra, uma reinterpretação de vários textos de Federico García Lorca; XXX, uma versão da A Filosofia na Alcova, de Sade, que, em outubro de 2000, encerrou uma turnê internacional de quase três anos.
A companhia tem também trabalhado no campo do teatro clássico. A estreia de uma versão de As Troianas de Eurípides, co-dirigida por Irene Pappas e La Fura dels Baus, com música de Vangelis e cenografia de Santiago Calatrava, ocorreu em Sagunto (Valência), em setembro de 2001. Em outubro de 2004, La Fura dels Baus fez a estreia de OBIT, uma performance sobre vida e morte.
O grupo também está trabalhando com novos projetos e línguas. Uma versão de Metamorphosis de Franz Kafka teve sua estreia no Japão em setembro de 2005 e esteve em turnê até fevereiro de 2007.
Em 2006, La Fura desenvolveu um macro-show para inaugurar a Feira de Design em Milão. Além disso, a 
companhia concluiu a nova "linguagem La Fura" (llenguatge furer) no  espetáculo Imperium, que estreou no marco das celebrações do Ano Espanhol na China, em 1° de maio de 2007. Finalmente, La Fura segue trabalhando no mundo da ópera com a mise-en-scène da  [[O anel do Nibelungo|Tetralogia Wagner]], cuja estreia aconteceu em abril de 2007, no novo auditório do Palau de les Arts I les Ciències de València e, La Hija del Cielo, que foi apresentado pela primeira vez em Las Palmas de Gran Canaria, em setembro de 2007.
Esses  espetáculos são baseados nas características que têm tradicionalmente definido o trabalho de La Fura dels Baus: uso de pontos de encontro incomuns, música, movimento, aplicação de materiais 
naturais e industriais, incluindo novas tecnologias e a participação ativa do público no  espetáculo. Esta aproximação em relação ao teatro significa  também que a companhia tem conseguido atrair um público que não é usualmente frequentador de teatro.
O método estético  próprio do grupo tem provado ser uma atração irresistível para instituições, agências de publicidade e organizações culturais ao redor do mundo. Esta simpatia tem levado à criação de  espetáculos em que a companhia desenvolve todo o seu potencial criativo na comunicação. Eventualmente, a "linguagem La Fura" é adaptada para grandes audiências e  grandes palcos - para uma escala monumental.

### Cinema
Faust 5.0, a primeira incursão de La Fura dels Baus na direção de filmes, estreou em 2001. O  filme, co-dirigido por  Isidro Ortiz, recebeu o Golden Méliès de 2003, para o melhor filme europeu no gênero fantástico. Anteriormente o grupo já havia tido algum envolvimento com cinema - como na sua notável participação em Goya de Carlos Saura. De todo modo, o cinema parece ser um desdobramento natural de uma carreira que se destaca pelo trabalho com imagens.

### Ópera
O grupo tem atuado em diversas óperas: Atlàntida, de Falla,  em Granada (1996); Le Martyre de saint Sébastien de Debussy (1997), La Damnation de Faust, de Berlioz, em Salzburgo (1999) e D.Q., Don Quijote en Barcelona de José Luis Turina (2000).
A estreia, em Mannheim  (2002), do musical de Giorgio Battistelli (baseado no romance  de Ernst Jünger, Auf den Marmorklippen, de 1939) - introduziu a videoconferência como elemento de cena na ópera. No mesmo ano, foi encenada uma reinterpretação da Sinfonia Fantástica, de Berlioz. 
Em 2003, o grupo encenou A Flauta Mágica, de Mozart, em Bochum, no festival Ruhrtriennale. O espetáculo foi revivido em 2005, na Ópera da Bastilha, em Paris, e no Teatro Real, em Madrid. Em 2007, no Palau de les Arts Reina Sofia e no Maggio Musicale Fiorentino, sob a direção musical de Zubin Mehta, foi encenado o ciclo , o Ciclo do Anel , de Wagner, tendo  La Fura dels Baus como cenário humano. As performances foram gravadas em videotape e lançadas em DVD. Double-bill de 2 novas óperas para a Ópera Nacional de Paris; Le Chateau de Barbebleu de Béla Bartók, Le journal d'un disparu, de Janáček  (2007) e La hija del cielo, de Juan José Falcón Sanabria (2007).

A ópera como  "performance total" exige tratamento profundo de todas as suas potencialidades cênicas.  Embora  o lado musical da ópera tenha tradicionalmente ofuscado seus aspectos teatrais, nas últimas décadas, com base em abordagens tais como as adotadas por La Fura dels Baus, o gênero tem passado por uma profunda mudança. La Fura tem optado pelo uso de recursos audiovisuais, com novas configurações de palco e usos alternativos dos papéis de cantores, atores e corais, definindo assim um  estilo próprio dentro do mundo da ópera.

### Música e discos
La Fura dels Baus criou sua própria gravadora, com um catálogo de 14 discos. O grupo tem também publicado seu trabalho em outros rótulos, incluindo as espanholas Dro e Subterfuge, e a  Virgin . 
A música é usada em todos os trabalhos da companhia, até o ponto de, algumas vezes, estruturar  o  espetáculo em si. Cada nova etapa de produção de La Fura dels Baus gera um projeto musical paralelo, que acaba levando à produção de um disco. O espírito de pesquisa que inspira o trabalho nos palcos  é aplicado para seus conceitos musicais da companhia. A música de La Fura dels Baus é uma mistura de estilos, intenções, referências e atitudes em relação ao conceito do som.

### Internet
A Internet tem sido usada pela companhia para apresentar e realizar trabalhos de teatro interativos, mediante a criação de páginas inovadoras na web e o uso da web  como um recurso cênico. O resultado, chamado "teatro digital", é a "soma de atores e bits" e coloca La Fura dels Baus no primeiro plano de experimentação no ciberespaço.

## O barco Naumon

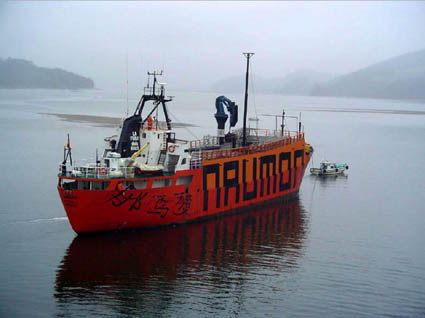
O Naumon

Naumon, o barco de La Fura dels Baus, é um teatro flutuante que já passou por vários portos - Barcelona, Portimão, Lisboa, Figueira da Foz, Olbia (Sardenha), Porto, Beirute, Taipé, Newcastle ou 
Haifa - levando os  espetáculos  Terramaquia, Naumaquia e SUB - Matria.